# リコエイションゲーム
リコエイションゲーム（RÉKOEITION GAME）は、コーエー（発表当時光栄・現コーエーテクモゲームス）の造語で、同社が提唱するコンピュータRPGとシミュレーションゲームの概念を融合したコンピュータゲーム（いわゆるSRPG）の総称。両者の特徴を併せ持ち、自由度の高い作品が多い。
1988年発売の『維新の嵐』以降、さまざまな作品が製作されたが、2004年発売の『太閤立志伝V』が現在最後に発売された作品となっている。

## 作品
- 維新の嵐シリーズ
- 大航海時代シリーズ
- 太閤立志伝シリーズ
- 伊忍道 打倒信長
- ゼルドナーシルトSpecial
- 神々の大地 古事記外伝
- プロジェネター

この他、『三國志英傑伝』もリコエイションゲームとして発売されたが、後に「英傑伝シリーズ」として独立し、同シリーズの第1作目となった。